# Theodore W. Hukriede

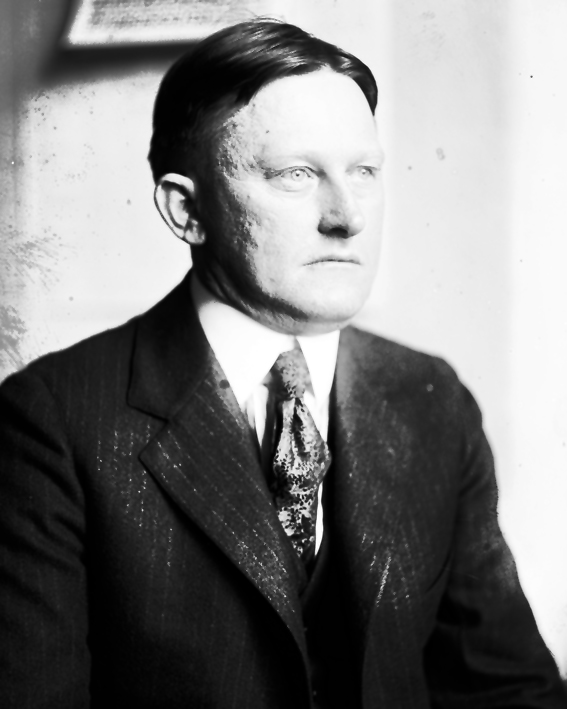
Theodore W. Hukriede

Theodore Waldemar Hukriede (* 9. November 1878 bei New Truxton, Warren County, Missouri; † 14. April 1945 in Warrenton, Missouri) war ein US-amerikanischer Politiker. Zwischen 1921 und 1923 vertrat er den Bundesstaat Missouri im US-Repräsentantenhaus.

## Werdegang
Theodore Hukriede besuchte die öffentlichen Schulen seiner Heimat, das Central Wesleyan College in Warrenton und die University of Missouri in Columbia. Nach einem anschließenden Jurastudium und seiner 1903 erfolgten Zulassung als Rechtsanwalt begann er in Warrenton in diesem Beruf zu arbeiten. Zwischen 1904 und 1910 war er Staatsanwalt im dortigen Warren County. Im gleichen Bezirk fungierte er von 1910 bis 1920 als Nachlassrichter. Außerdem war er in den Jahren 1916 bis 1920 Vorsitzender des Schulausschusses von Warrenton. Gleichzeitig schlug er als Mitglied der Republikanischen Partei eine politische Laufbahn ein. Zwischen 1900 und 1940 war er Delegierter auf insgesamt sechs regionalen republikanischen Parteitagen in Missouri. In den Jahren 1916 und 1936 nahm er auch an den jeweiligen Republican National Conventions teil. Zwischen 1916 und 1918 gehörte Hukriede dem Staatsvorstand seiner Partei an.
Bei den Kongresswahlen des Jahres 1920 wurde er im neunten Wahlbezirk von Missouri in das US-Repräsentantenhaus in Washington, D.C. gewählt, wo er am 4. März 1921 die Nachfolge von Champ Clark antrat. Da er im Jahr 1922 dem Demokraten Clarence Cannon unterlag, konnte er bis zum 3. März 1923 nur eine Legislaturperiode im Kongress absolvieren. Zwischen 1923 und 1933 war Hukriede US Marshal für den östlichen Teil von Missouri. Anschließend praktizierte er wieder als Anwalt. Von 1942 bis zu seinem Tod saß er als Abgeordneter im Repräsentantenhaus von Missouri.